# Третий президентский срок Нурсултана Назарбаева
Третий президентский срок Нурсултана Назарбаева продолжался с 11 января 2006 года по 2 апреля 2011 года.

## Переизбрание и инаугурация
4 декабря 2005 года прошли президентские выборы, на которых Нурсултан Назарбаев был переизбран на третий срок, получив 91,15 % голосов избирателей. Церемония инаугурации прошла 11 января 2006 года в Астане, а также в день инаугурации песня «Менің Қазақстаным» (Мой Казахстан) впервые зазвучала в качестве Государственного гимна страны.

## Смена гимна
После распада Советского Союза Казахстан, наряду с Узбекистаном и Туркменистаном, продолжил использование советского республиканского гимна, но с изменённым текстом, который был написан в 1992 году.
9 мая 2000 года в стране проходила церемония возложения венков к памятнику воинам, после которой Нурсултан Назарбаев публично сказал, что необходимо заменить гимн, и дал данное поручение председателю Мажилиса Жармахану Туякбаю. Через несколько недель депутат Мажилиса Нурбах Рустемов выдвинул инициативу принять в повестку дня Мажилиса проект закона «Об изменении гимна Казахстана» на новый на стихи Назарбаева. Проект был принят к рассмотрению, однако после ряда публикаций в газетах был доказан факт плагиата 1995[что?] — стих «Қазағым менің», напечатанный в издательстве «Ана тілі» в 1998 году под авторством Назарбаева, отличался только заголовком от стиха «Елім менің», опубликованного в газете «Егемен Қазақстан» в 1996 году под авторством Туманбая Молдагалиева. 28 июня 2001 года президент страны прислал на заседание двух палат парламента письмо с просьбой снять вопрос с повестки дня, за что депутаты проголосовали единогласно.
7 января 2006 года Парламент Казахстана утвердил новый гимн, основанный на песне «Менің Қазақстаным» написанной в 1956 году композитором Шамши Калдаяковым и поэтом Жумекеном Нажимеденовым. По инициативе президента Назарбаева в текст песни были внесены некоторые изменения, после чего она была официально утверждена в качестве государственного гимна страны. А также были изменены правила прослушивания гимна. При исполнении гимна на официальных церемониях присутствующие граждане Казахстана должны вставать и прикладывать ладонь правой руки к левой стороне груди. Кроме этого, в начале и при окончании государственной программы и телевидения ежедневно, в различные государственные праздники, в новогоднюю ночь должен исполнятся государственный гимн страны. И также гимн исполняется при различных мероприятиях и открытиях достопримечательностей, и объектов.
В письме к Парламенту Назарбаев отметил, что действующий гимн не пользуется популярностью среди граждан, тогда как новый гимн «Менің Қазақстаным» давно признана народным гимном страны. Он также подчеркнул необходимость официального утверждения этого статуса, предложив внести некоторые коррективы в текст песни. Вскоре после обсуждения Парламент Казахстана принял решение, что авторами нового гимна являются музыка композитора Шамши Калдаякова на слова Жумекена Нажимеденова (1956) и Нурсултана Назарбаева (2005).

## Укрепление партии «Нур Отан» и политические реформы

Мажилис партии «Нур Отан» 2007 года

В 2006 году партия «Отан» усилила свои позиции объединившись с Республиканской партией «Асар» (возглавляемой дочерью Назарбаева Даригой), Гражданской партией Казахстана и Аграрной партией Казахстана, а также в декабре 2006 года партия сменила название на народно-демократическую партию «Нур Отан». Назарбаев поддержал данный процесс, подчеркнув необходимость создания меньшего числа, но более сильных партий, способных эффективно защищать интересы населения государства. В результате общая численность обновленной партии приблизилась к более 1 миллиону человек, что сделало ее партийным гигантом, ведь такой массовой и большой партии за всю историю независимого Казахстана еще не было.
В январе 2007 года Назарбаев отправил в отставку премьер-министра Даниала Ахметова и назначил на его место Карима Масимова.
В августе 2007 года на парламентских выборах партия «Нур Отан» получила все места в Мажилисе, что вызвало критику со стороны международных организаций и внутренних групп. В ответ на это Казахстан внёс поправку, позволяющую двухпартийную систему в стране, согласно которой любая партия, занявшая второе место на выборах, независимо от преодоления 7 % барьера, гарантированно получает представительство в парламенте.
21 мая 2007 года в конституцию страны вновь были внесены изменения, в том числе касающиеся поста президента. Снова было введено правило, что один и тот же человек не может занимать пост президента более двух сроков подряд, сам срок исполнения полномочий президента был уменьшен до 5 лет (ранее было 7 лет), было введено правило, что президент должен постоянно проживать в Казахстане последние 15 лет (ранее время проживания в Казахстане никак не определялось, только его срок). А также первый президент Казахстана, которым являлся Нурсултан Назарбаев с введения данной поправки теперь мог руководить страной неограниченное количество сроков. Данное изменение касалось только Нурсултана Назарбаева и на преемников оно не распространялось.

## Межэтнические конфликты
Казахско-чеченский конфликт
Антикурдский конфликт

## Финансовый кризис (2007—2010)
В ответ на глобальный экономический кризис, начавшийся в 2008 году, Назарбаевым была инициирована новая экономическая политика Казахстана «Нұрлы Жол». Программа антикризисных мероприятий была сконцентрирована на 5 основных направлениях: стабилизации финансового сектора; решении проблем на рынке недвижимости; поддержке малого и среднего бизнеса; стимулировании агропромышленного комплекса; реализации индустриальных и инфраструктурных проектов. Одной из важных задач антикризисной программы стала социальная защита населения, включая сдерживание инфляции и роста цен на основные продукты питания, повышение заработной платы работникам бюджетной сферы, повышение социального обеспечение незащищенных слоев населения: пенсионеров, инвалидов, сирот, путём повышения пенсий по возрасту, пенсий по инвалидности, пособий по утере кормильца.

## Начало культа личности

### Создание образовательных учреждений
Школы НИШ (с 2009)
Назарбаев Университет (с 2010)

### Титул «Елбасы — Лидер нации»
12 мая 2010 года депутаты Мажилиса — нижней палаты парламента Казахстана единогласно приняли поправки в пакет законопроектов, наделяющих президента Назарбаева статусом лидера нации. 13 мая 2010 года Сенат Казахстана (верхняя палата) парламента утвердил поправки в законодательство, которые придают президенту Нурсултану Назарбаеву статус «лидера нации». 3 июня того же года Назарбаев отказался подписывать проект, но, тем не менее, не наложил на него вето. В соответствии с лазейками в казахстанском законодательстве закон, не подписанный, но и не возвращённый президентом в парламент, начинает действовать спустя 30 дней после поступления на подпись президенту. Таким образом, титул «Елбасы» Назарбаев официально получил в июне 2010 года. В 2023 году титул «Елбасы» был полностью отменён.